# لیلا حلمی
 لیلا حلمی خواننده و بازیگر مصری متولد ۱ ژانویه ۱۹۲۰ و خواهر بزرگتر ثریا حلمی است. او مدت زیادی از زندگی خود را در لبنان، سوریه و عراق گذراند و در شهربازی‌های مختلف کار می‌کرد و طرفداران زیادی داشت. سابقه خوانندگی او به اوایل دهه سی قرن گذشته بازمی‌گردد، زمانی که در کازینو مونت کارلو در سال ۲۰۱۸ می‌خواند. لیلا در سال ۱۹۳۴ به رادیو مصر رفت و یکی از اولین کسانی بود که در افتتاحیه رادیو مصر آواز خواند. او فعالیت هنری خود را با ورود به سینما ایفای نقش در مقابل استفان روستی در فیلم «شکوه ابدی» در سال ۱۹۳۷ آغاز کرد